# Удьобка (притока Сіви)
Удьобка (рос. Удёбка) — річка в Удмуртії (Воткінський район), Росія, ліва притока Сіви.
Річка починається за 3 км на південний схід від села Євсино. Течія спрямована на південний захід. Впадає до Сіви неподалік села Беркути.
Русло вузьке, пряме. Долина досить вузька. Приймає декілька дрібних приток. Через річку створено декілька автомобільних мостів, біля села Фертики — залізничний.
Над річкою розташовані села Євсино та Фертики.